# Jeffersonian Apartments
Los Jeffersonian Apartments es un gran edificio de apartamentos en 9000 East Jefferson Avenue de la ciudad de Detroit, la más importante del estado de Míchigan (Estados Unidos). Construido en 1965, principalmente de vidrio y acero en el estilo internacional, es uno de los edificios residenciales más altos de Detroit: tiene 30 pisos y 412 unidades residenciales.
El sitio está cerca del puente MacArthur y de Belle Isle. Como el edificio está situado en una pendiente empinada, la entrada de la avenida Jefferson es 5 metros más alta que la que da al río Detroit.